# 彭铭鼎
彭铭鼎（1907年5月20日—1999年3月30日），别名介夫，男，湖南益阳人，中华民国、中华人民共和国军事人物、政治人物，曾任湖南省林业厅副厅长，湖南省政协副主席。